# Clarence Pinkston
Clarence Elmer "Bud" Pinkston, född februari 1900 i Wichita i Kansas, död 18 november 1961 i Detroit i Michigan, var en amerikansk simhoppare.
Pinkston blev olympisk guldmedaljör i höga hopp vid sommarspelen 1920 i Antwerpen.